# Pseudolabrus semifasciatus
Pseudolabrus semifasciatus es una especie de peces de la familia Labridae en el orden de los Perciformes.

## Morfología
Los machos pueden llegar alcanzar los 22,2 cm de longitud total.

## Distribución geográfica
Se encuentra en la Isla de Pascua.